# Além do Guarda-Roupa
Além do Guarda-Roupa é uma série de série de televisão brasileira, de gênero drama dirigida por Marcelo Trotta, Sabrina Greve e Paula Kim para a plataforma HBO Max. A série apresenta Sharon Cho, Kim Woojin, Jinkwon, Lee Minwook, Yoon Jae Chan, Júlia Rabello, Sabrina Nonata, Lucas Deluti, Luiza Parente, Gabriel Coppola e Ana Botafogo no elenco principal.

## Enredo
Carol, é uma adolescente de 17 anos, filha de uma bailarina brasileira e um sul-coreano, que vive uma desafiadora jornada de superação, aceitação e autoconhecimento após a morte de sua mãe e o abandono de seu pai, que decide voltar à Coreia do Sul. Em uma relação conflituosa com sua ascendência, ela nega conhecer melhor qualquer tema que remeta à cultura sul-coreana, mas sua vida muda após uma descoberta única: seu guarda-roupa é na verdade um portal mágico que conecta seu quarto ao apartamento de um grupo de k-pop de grande sucesso do momento, o ACT. Por meio de aventuras, a personagem enfrenta desafios no amor, nas amizades e em suas raízes.

## Elenco
- Sharon Cho como Carol
- Kim Woo-jin como Kyung-min
- Jin Kwon como Dae Ho
- Lee Minwook como Sang Mok
- Yoon Jae Chan como Chul Woo
- Júlia Rabello como Luísa
- Sabrina Nonata
- Lucas Deluti
- Luiza Parente
- Gabriel Coppola como Luca
- Ana Botafogo
- Pyong Lee como empresário